# Guðrúnarhvöt
Guðrúnarhvöt es uno de los poemas heroicos de la Edda poética. Relata la historia de Gudrun quien se casó con el héroe Sigurd y con quien tuvo una hija llamada Sunilda. Esta se casó con el rey godo Hermanarico (Jörmunrekkr), pero le fue infiel con el hijo del rey, Randver. Furioso Hermanarico colgó a su propio hijo e hizo pisotear a Sunilda por caballos hasta su muerte.
Gudrun deseosa de tomar venganza por la muerte de su hija convence de ello a Hamdir y Sörli, sus hijos con el rey Jonakr, contándoles sobre su destino. Luego parten a vengar la muerte de Sunilda, la historia es contada en Hamðismál, el último poema de la Edda poética.